# Melectoides rozeni
Melectoides rozeni är en biart som först beskrevs av Toro 1971.  Melectoides rozeni ingår i släktet Melectoides och familjen långtungebin. Inga underarter finns listade i Catalogue of Life.

## Bildgalleri